# Dribbble
Dribbble是一个用于展示用户制作的艺术作品的線上社群，同时也是用于推廣平面设计、网页设计、插畫、摄影等其他创造性领域的商业社交平台。Dribbble于2009年由丹·锡德霍姆及理查德·桑内特建立，于2010年正式开放。它是一个让设计师線上分享作品的庞大平台之一，直接与Adobe旗下的Behance — 最大的设计平台竞争。此公司没有总部，完全依赖远程工作。
Dribbble于2017年1月成为了互联网创业公司Tiny的一员。

## 会员制与争议
Dribbble使用邀请会员制系统，仅给予艺术家及设计师少数邀请码以自由分发。同时其也提供专业版订阅服务，为账户添加了额外功能。
Dribbble所使用的邀请系统造成了一些争议。此系统被用于限制平台的增长。新注册网站的用户首先会被列为“候选人（Prospect）”，仅能在受到其他用户的邀请时发布作品。这在设计社区上引起了争议，设计师通常将其称之为一种精英主义。

## 特性
2014年10月，Dribbble发布了允许用户分享作品与发布购买链接的功能。
2016年5月17日，Dribbble发布了剧本（Playbook）。剧本是一款快捷、轻量自定义、按年付费的的即时作品集服务，可放置在自己或Dribbble.com的域名下。